# Ludwig Freiherr Roth von Schreckenstein

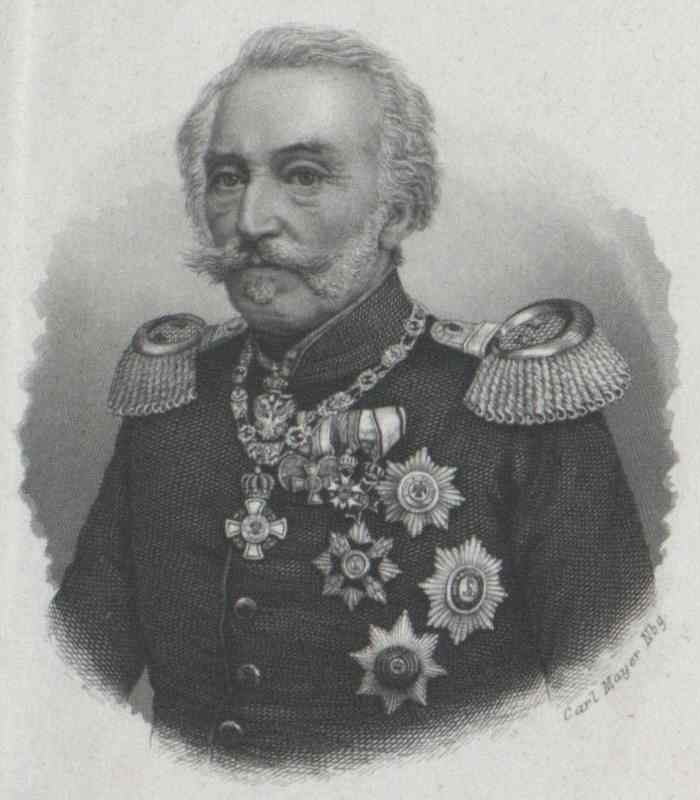
General Barón Roth von Schreckenstein.

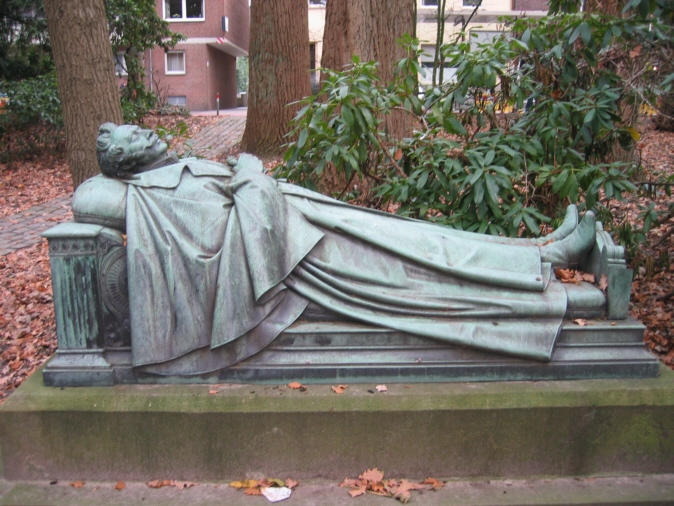
Tumba de Schreckenstein en Münster.

Ludwig Johann Karl Gregor Eusebius Freiherr Roth von Schreckenstein (16 de noviembre de 1789, en Immendingen - 30 de mayo de 1858, en Münster) fue un general de caballería prusiano y Ministro de Guerra.

## Biografía
Era el hijo de Friedrich Freiherr Roth von Schreckenstein (1753-1808) y de Kunigunde von Riedheim (1767-1828) y pertenecía a la antigua familia suabia Reichrsritter de los Roth von Schreckenstein, que tenía su sede ancestral en Immendingen.
Ya en 1806, Schreckenstein se convirtió en escudero en la corte de Federico Augusto I de Sajonia. El 16 de abril de 1809 recibió su comisión, y se unió al regimiento de coraceros sajón de Zastrow como teniente y en 1812 participó en la campaña de Napoleón en Rusia con la Grande Armée. Ahí estuvo en el personal del General Johann von Thielmann, y ganó gran crédito en septiembre de 1812 en la victoria de la Batalla de Borodino.
El 15 de mayo de 1815, Schreckenstein se unió al servicio prusiano como Rittmeister y adjunto de Thielmann. Combatió con el III Cuerpo de Ejército prusiano en 1815 en las batallas de Ligny y Wavre durante la campaña belga. Promovido a Mayor en 1815, en 1824 fue seleccionado oficial de estado mayor del 8. Husarenregiment en Düsseldorf. Ahí, el 4 de octubre de 1828, contrajo matrimonio con la Condesa Luise von Hatzfeldt (21 de noviembre de 1800 - 22 de enero de 1835 en Aschersleben), quien era la hija del Príncipe (después de 1803) Franz Ludwig von Hatzfeldt zu Trachenberg (1756-1827), embajador real prusiano en Viena, y de Friederike Karoline, Condesa de Schulenburg-Kehnert (1779-1832).
En tiempos de paz, pudo saborear el favor de sus superiores y la preferencia en sus promociones. Fue seleccionado como Teniente Coronel en 1830 y Coronel en 1834. En 1837 recibió el mando sobre la 13. Kavalleriebrigade en Münster.
En 1841 Schreckenstein fue ascendido a Mayor General. Durante las Revoluciones de 1848 era comandante de una división en Colonia. Para poner fin a la lucha revolucionaria en Trier, declaró la ley marcial sobre la ciudad y disolvió su milicia. El 10 de mayo de 1848 fue seleccionado Teniente General y un mes después, el 25 de junio, fue elegido como sucesor de August von Kanitz como Ministro de Guerra Prusiano. Después de un choque entre los ciudadanos y el ejército el 31 de julio de 1848 en Schweidnitz, Schreckenstein presentó su dimisión en septiembre, bajo presión del Parlamento de Fráncfort. Todo el ministerio de guerra fue tras él. 
El 19 de abril de 1849, Schreckenstein una vez más se unió al ejército, y asumió el mando del Cuerpo de Guardias durante la Primera Guerra de Schleswig. En septiembre de ese año, fue puesto al mando de las tropas prusianas en Baden, Hohenzollern y Fráncfort. El 2 de junio de 1853, Schreckenstein fue seleccionado como General de Caballería y oficial al mando del VII. Armeekorps. En 1857, fue uno de los primeros en recibir la Orden de Hohenzollern.
Murió en el castillo de Münster.

## Obras
En la década de 1850, Roth von Schreckenstein escribió varios libros sobre teoría militar:
- Gedanken über die Organisation und den Gebrauch der Cavallerie im Felde. Berlín 1849.
- Die Cavallerie in der Schlacht an der Moskwa. Münster 1855.
- Vorlesung über den Sicherheitsdienst im Felde nebst Betrachtung über Taktik und Strategie. Münster 1858.

| Predecesor: August Wilhelm Graf von Kanitz | Ministro de Guerra Prusiano 1848 | Sucesor: Ernst von Pfuel |

- Datos: Q91367
- Multimedia: Ludwig Roth von Schreckenstein / Q91367